# Jürgen Müller (Mediziner)

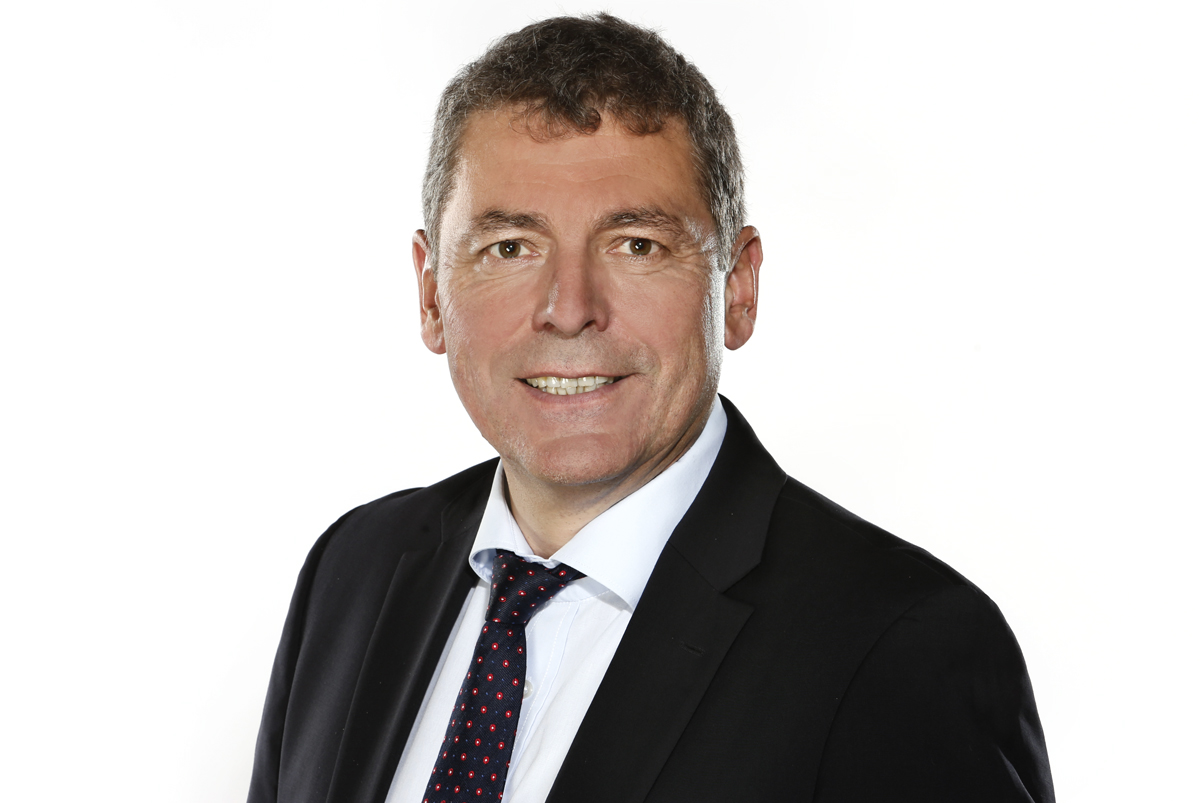
Jürgen L. Müller, vor 2016

Jürgen Leo Müller (* 5. Mai 1963 in Würzburg) ist ein deutscher Facharzt für Neurologie und Psychiatrie. Er ist Universitätsprofessor für forensische Psychiatrie und Psychotherapie an der Georg-August-Universität in Göttingen sowie Chefarzt für forensische Psychiatrie und Psychotherapie an der Asklepios Klinik in Göttingen. Sein wissenschaftliches Interesse gilt vorrangig der empirischen Forschung zu forensisch relevanten Störungen, insbesondere bei Persönlichkeitsstörungen, bei Psychopathie sowie bei Sexual- und Gewaltstraftaten. Ein besonderer Schwerpunkt ist die Nutzbarkeit empirischer Techniken zur Beantwortung rechtlicher Fragen.

## Leben
Jürgen Müller wurde als zweites von drei Kindern des Metzgermeisters Walter Müller und dessen Frau Rosa, geb. Lutz, in Würzburg geboren, besuchte ab 1969 die Grundschule in Rottendorf; vier Jahre später in Würzburg das Schönborn-Gymnasium und ab 1975 das Deutschhaus-Gymnasium (neusprachlicher Zweig), wo er 1982 sein Abitur machte. Nach dem Grundwehrdienst als Sanitäter in Veitshöchheim und Wildflecken studierte er vom Sommersemester 1984 bis November 1990 Humanmedizin an der Julius-Maximilians-Universität Würzburg. Seine Dissertation über Oskar Panizza begann er 1987 bei Gundolf Keil und Gerhardt Nissen. Damit wurde er im Juni 1991 promoviert. Sein Praktisches Jahr hatte er an der Universität Würzburg (mit dem Wahlfach Neurologie) absolviert und den dritten Abschnitt der ärztlichen Prüfung im November 1990. Nach seiner Ausbildung zum Facharzt für Neurologie sowie Psychiatrie und Psychotherapie war er in der Forensischen Psychiatrie in Homburg/Saar, Bern und Regensburg sowohl klinisch verantwortlich als auch wissenschaftlich und gutachterlich tätig. 2003 habilitierte sich Müller an der Universität Regensburg über den Beitrag der funktionellen Magnetresonanztomographie zum Konnektivitätsmodell neuropsychiatrischer Erkrankungen. Seit 2006 ist er Universitätsprofessor für Forensische Psychiatrie und Psychotherapie am Ludwig-Meyer-Institut der Georg-August-Universität in Göttingen. Zugleich ist er Chefarzt der Asklepios Klinik für Forensische Psychiatrie und Psychotherapie Göttingen.
Müller ist psychiatrischer Gutachter in zahlreichen Straf- und Zivilverfahren. Er war als psychiatrischer Sachverständiger unter anderem mit dem Fall des Doppelmörders von Bodenfelde und des Amokfahrers von Graz betraut.

## Wissenschaftlicher Beitrag
Seit seiner 1990 fertiggestellten psychiatrie-historischen Dissertation über den Münchener Psychiater und Schriftsteller Oskar Panizza, mit welcher er im Juni 1991 am Würzburger Institut für Geschichte der Medizin mit summa cum laude promoviert wurde gilt Müllers wissenschaftliches Interesse vorrangig der empirischen Forschung zu forensisch relevanten Störungen. In Regensburg setzte er als Leiter der interdisziplinären Arbeitsgruppe „Emotionsverarbeitung und Emotionsregulation“ zahlreiche Forschungsprojekte zu forensisch relevanten Störungen der Persönlichkeit („Psychopathy“), der Impulskontrolle der Emotionsregulation sowie zu reaktiven und proaktiven Formen der Aggression um. Die in Göttingen neben den klassischen forensischen Fragestellungen durchgeführten Studien zur Blickregistrierung (Eye-Tracking auch in Kombination mit fMRT) zielen darauf, das Potential empirischer Untersucher unabhängiger Parameter für Diagnose, Prognose und Therapieevaluation zu evaluieren.
Müller war zur Frage der Privatisierbarkeit hoheitlicher Aufgaben 2006 vor den niedersächsischen Staatsgerichtshof Bückeburg sowie 2011 als Sachverständiger vor das Bundesverfassungsgericht geladen. 2012 erstellte er ein Sachverständigengutachten für das Bundesverfassungsgericht zur Frage der „Psychischen Störung“ im Rahmen des Therapieunterbringungsgesetzes. Dieses greift die Argumentation im Fall K. aus dem Jahr 2003 zur Frage auf, ob die Gesellschaft mit Hilfe des Bayerischen Unterbringungsgesetzes vor hochgefährlichen, doch psychisch gesunden Straftätern geschützt werden kann. Die auf dieses Gutachten gestützte Ablehnung durch das Bayerische Oberste Landgericht zog dann die Einführung des Bayerischen Straftäterunterbringungsgesetzes nach sich.
Müller forschte zum Problem der Falsch Positiven (das sind die in Haft gehaltenen, obwohl nicht wieder straffälligen Probanden) bei Gefährlichkeitsprognosen: Die von Müller vorgelegte und fortgeführte Studie zur Legalbewährung nach nicht angeordneter nachträglicher Sicherungsverwahrung umfasst nach Einholung aktueller Auszüge aus dem Bundeszentralregister nun einen Katamnese-Zeitraum von 6,5 Jahren und eine größere Fallzahl.
Gegenwärtig ist Müller am Aufbau und der Nutzung virtueller Realitäten bei der Diagnostik, Behandlung und Risikobeurteilung bei forensisch psychiatrischen Patienten sowie in Kooperation mit der zentralen Einrichtung für Sicherungsverwahrte Niedersachsens in Rosdorf bei gefährlichen Straftätern beteiligt. Die Projekte  Virprotect  (Entwicklung einer virtuellen Umgebung für die Behandlung von Kindesmissbrauchstätern),  ViVT  (Entwicklung einer virtuellen Umgebung zur objektiven Erfassung sexuellen Interesses an präpubertären Kindern) und  VIRAC  (Entwicklung virtueller Umgebungen für die Risikoeinschätzung von Kindesmissbrauchstätern) zielen auf die Erforschung und Nutzung bei Sexualstraftätern. Darüber hinaus wurde eine entsprechende Nutzung bei der Diagnostik, Begutachtung und Behandlung von Gewalttätern vorbereitet.
Als Leiter einer von der wissenschaftlichen Fachgesellschaft DGPPN ins Leben gerufenen interdisziplinären Arbeitsgruppe wirkt Müller auf einen Konsensus für bundesweit zu etablierende Mindeststandards für die Behandlung im psychiatrischer Maßregelvollzug hin. Diese sollen fachlich begründete Untergrenzen für die finanzielle und personelle Ausstattung verankern und wissenschaftlich fundierte Empfehlungen zu Prozess-, Struktur- und Ergebnisqualität einfordern. Die Notwendigkeit, die Qualitätssicherung einer Behandlung im psychiatrischen Maßregelvollzug zu verbessern, wurde aufgezeigt durch die Entscheidungen zur Sicherungsverwahrung des Europäischen Gerichtshofs für Menschenrechte und das Bundesverfassungsgericht, die Resonanz der Öffentlichkeit im Falle Mollath sowie den bislang ungebremsten Anstieg der Untergebrachtenzahlen im Maßregelvollzug.
Die aktuelle Brisanz aufgreifend wurde Müller 2014 seitens des Sozialministeriums Rheinland-Pfalz mit der Erarbeitung von entsprechenden Qualitätsindikatoren beauftragt. Vom Justizministerium Österreichs war er als Mitglied der Unterarbeitsgruppe „Gefährlichkeit“ in die Reform des Maßnahmerechts einbezogen. Mit Unterstützung des Sozialministeriums Niedersachsens wird darüber hinaus eine Untersuchung zu langzeituntergebrachten Patienten im Maßregelvollzug (mehr als 10 Jahre Unterbringungsdauer; das sind inzwischen bundesweit beinahe ein Drittel der Maßregelvollzugspatienten) vorbereitet, in der insbesondere Entlassungshemmnisse fokussiert werden sollen. Seit 2012 leitet Müller ein vom Land Niedersachsen, von der UM Göttingen sowie der Asklepios GmbH Niedersachsen gefördertes Drittmittelprojekt zur Prävention sexuellen Missbrauchs (PsM) Gemeinsam mit P. Briken, Hamburg und M. Rösler, Homburg, Saar initiierte Müller 2010 die Wandertagung Empirische Forschung in der Forensischen Psychiatrie, Psychologie, Psychotherapie. Mit dem Ziel der Förderung empirischer Nachwuchswissenschaftler zu forensisch relevanten Störungen wurden der Ludwig-Meyer-Preis, der Herrmann Witter Preis sowie der Eberhardt Schorsch Preis ausgelobt. Müller ist seit 2010 Sprecher des Referats Forensische Psychiatrie der DGPPN, von 2012 bis 2014 war er Mitglied des Vorstandes. Müller engagiert sich für die Fortentwicklung von Standards der straf- und zivilrechtlichen Begutachtung (Müller und Saimeh). Er ist seit 2013 Vorsitzender des Zertifizierungsausschusses der DGPPN.

## Mitgliedschaften in wissenschaftlichen Vereinigungen
Jürgen Müller ist Mitglied im Vorstand des Interdisziplinären Arbeitskreises Forensische Psychiatrie und Psychologie e. V. Er ist seit 2012 Sprecher des Referats Forensische Psychiatrie der DGPPN sowie Vorsitzender des Zertifizierungsausschusses der Deutschen Gesellschaft für Psychiatrie und Psychotherapie, Psychosomatik und Nervenheilkunde (DGPPN). Müller ist Mitorganisator des Seminars Forensic Psychiatry in Europe.

## Publikationen
- Publikationsliste Jürgen Müller research gate
- Publikationsliste Bücher

Bücher:
- als Hrsg. mit N. Saimeh, N. Nedopil, E. Habermeyer und P. Falkai: Sicherungsverwahrung – wissenschaftliche Basis und Positionsbestimmung: Was folgt nach dem Urteil des Bundesverfassungsgerichts vom 4. Mai 2011? Medizinisch Wissenschaftliche Verlagsgesellschaft, Berlin 2012, ISBN 978-3-941468-68-9.
- als Hrsg.: Forensische Begutachtung bei Persönlichkeitsstörungen. Stand und Stellenwert bildgebender Verfahren. Medizinisch Wissenschaftliche Verlagsgesellschaft, Berlin 2012.
- als Hrsg. mit M. Rösler, P. Briken, P. Retz-Junginger, W. Retz und F. Philipp-Wiegmann: EFPPP Jahrbuch 2014 – Empirische Forschung in Forensischer Psychiatrie, Psychotherapie und Psychologie. Wissenschaftliche Verlagsgesellschaft, Berlin 2014, ISBN 978-3-95466-120-6.
- mit N. Nedopil: Forensische Psychiatrie. 4., überarbeitete Auflage. Thieme 2012.
- als Hrsg. mit N. Nedopil: Forensische Psychiatrie – Klinik, Begutachtung und Behandlung zwischen Psychiatrie und Recht. 4. Auflage. Thieme, Stuttgart 2012, ISBN 978-3-13-103454-0.
- als Hrsg.: Neurobiologie forensisch relevanter Störungen. Kohlhammer, Stuttgart 2010, ISBN 978-3-17-020471-3.
- Oskar Panizza – Versuch einer immanenten Interpretation. (= Edition Wissenschaft, Unterreihe „Humanmedizin“. Band 264). Medizinische Dissertation Würzburg 1990. Tectum-Verlag, Marburg 1999, ISBN 3-8288-0778-X.